# Zwergflughund

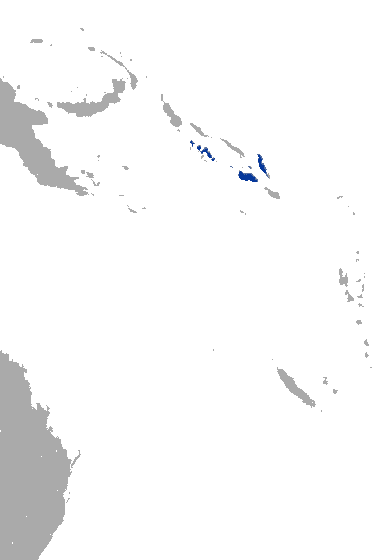
Verbreitungsgebiet des Zwergflughundes

Der Zwergflughund (Pteropus woodfordi) ist ein auf den Salomonen endemisches Fledertier in der Familie der Flughunde. Er zählt innerhalb der Gattung Pteropus zu einer Artengruppe die nach dem Kleinen Roten Flughund (Pteropus scapulatus) benannt ist.

## Merkmale
Wie der Name vermuten lässt, ist die schwanzlose Art mit einer Kopf-Rumpf-Länge von 92 bis 145 mm, einem Gewicht von etwa 150 g und mit 80 bis 96 mm langen Unterarmen, der kleinste Vertreter der Gattung Pteropus. Die Hinterfüße sind 26 bis 28 mm lang und die Ohren erreichen 9 bis 14 mm Länge. Der Geruch der Männchen erinnert an überreife Früchte. Typisch für den Kopf sind eine dunkelbraune Schnauze, große Augen und eine Regenbogenhaut, die je nach Alter rotbraun bis dunkelbraun ist. Die dreieckigen Ohren ragen etwas aus dem Kopffell heraus. Längere Haare um den Hals bilden einen rotbraunen Mantel. Andere Bereiche der Oberseite sind mit wolligen braunen Haaren bedeckt, die gelegentlich gelbe oder silbrige Spitzen besitzen. Auf den Schultern der Männchen befinden sich Drüsen, die mit orangen Haaren bedeckt sind. Der Duft des Sekrets erinnert an überreife Früchte. Ein weiteres Kennzeichen der Männchen sind große Hoden. Die Flughäute des Zwergflughundes sind braun. Bis auf langschmale Eckzähne im Oberkiefer hat die Art kleine Zähne.

## Verbreitung
Der Zwergflughund lebt auf den Inseln Malaita, Guadalcanal, auf dem New-Georgia-Archipel und auf kleineren Inseln im Osten der Salomonen. Er erreicht im Gebirge 1230 Meter Höhe. Als Habitat dienen tropische Wälder Plantagen und Gärten.

## Lebensweise
Die Art ist zwischen Abend- und Morgendämmerung aktiv und ruht am Tage in Baumhöhlen, die teilweise mit anderen Flughunden, wie dem Salomonen-Flughund (Pteropus rayneri) und dem New-Georgia-Affengesichtflughund (Pteralopex taki) geteilt werden. Gemeinsame Nester mit dem Grauen Kuskus (Beuteltiere) sind ebenfalls bekannt. Der Zwergflughund frisst Früchte, Nektar, Blüten und Kokosnussmilch. In den besuchten Bäumen können sich gleichzeitig Papageien des Tribus Loris befinden. Weibchen mit aktiven Zitzen und trächtige Weibchen sind aus verschiedenen Monaten bekannt.

## Gefährdung
Vor allem auf kleinen Inseln stellen Waldrodungen eine Bedrohung dar. Der Zwergflughund wird gelegentlich als Bushmeat gejagt. Allgemein hat die Art eine weite Verbreitung und die Gesamtpopulation wird als groß eingeschätzt. Die IUCN listet den Zwergflughund als nicht gefährdet (least concern).